# Кэрролл, Рой
Рой Э́рик Кэ́рролл (англ. Roy Eric Carroll; род. 30 сентября 1977[…], Эннискиллен) — североирландский футболист, вратарь. Наиболее известен по выступлениям за английские клубы «Уиган Атлетик» и «Манчестер Юнайтед», а также сборную Северной Ирландии. Участник чемпионата Европы 2016 года.

## Клубная карьера

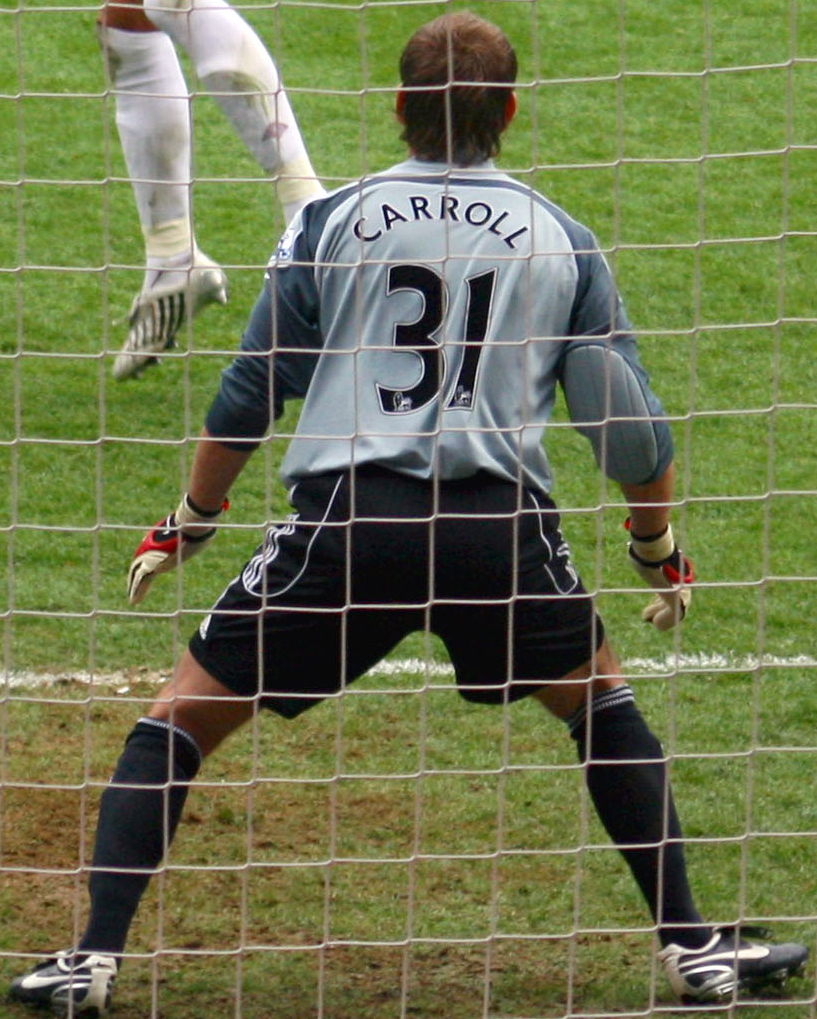
Кэрролл в воротах «Дерби Каунти»

### Ранняя карьера
Воспитанник клуба «Баллинамаллард Юнайтед». В 1995 году он подписал свой первый профессиональный контракт с английским клубом «Халл Сити». Рой быстро завоевал место основного вратаря и протяжении двух сезонов защищал ворота «тигров», проведя 50 встреч во всех турнирах.

### «Уиган Атлетик»
В апреле 1997 года Кэрролл перешёл в «Уиган Атлетик» за рекордные для клуба 350 тыс. фунтов. В новой команде Рой смог дебютировать спустя семь месяцев в матче против «Уотфорда», заменив в воротах Ли Батлера. Благодаря самоотверженной игре Кэрролла в сезоне 1999/00 «Уиган» установил рекордную беспроигрышную серию из 26 матчей. Рой был признан лучшим вратарём второго дивизиона. Несмотря на все слухи о переходе в клуб Премьер-лиги, он остался в клубе на следующий сезон, в котором установил 13-матчевую сухую серию. За четыре года Рой провёл за команду 170 матчей во всех соревнованиях.

### «Манчестер Юнайтед»
В июле 2001 года Кэрролл перешёл в «Манчестер Юнайтед». Сумма трансфера составила 2,5 млн фунтов. В новой команде он столкнулся с жёсткой конкуренцией со стороны чемпиона мира и Европы француза Фабьена Бартеза. В сезоне 2003/04 Рой завоевал свой первый трофей, став победителем Премьер лиги. В том же году команду покинул Бартез, вернувшийся во Францию и новым конкурентом Кэрролла стал американец Тим Ховард. В мае 2004 года в финале Кубка Англии Рой заменил Ховарда в конце матча и стал обладателем трофея.
В матче против «Тоттенхэм Хотспур» Кэррол пропустил очень курьёзный гол от Педру Мендеша, когда отражая удар португальца он находился за линией своих ворот. Несмотря на то, что взятие ворот не было засчитано, это повлияло на уверенность вратаря не лучшим образом. В поединке Лиги чемпионов против итальянского «Милана» Рой пропустил обидный мяч после дальнего удара Эрнана Креспо. 27 мая 2005 года контракт Кэрролла истёк, и вратарь не стал продлевать соглашение, из-за отсутствия гарантий со стороны клуба, в том, что он будет первым номером.

### «Вест Хэм Юнайтед»
Спустя три недели после того, как Рой покинул Олд Траффорд, он подписал контракт с «Вест Хэм Юнайтед». 13 августа в матче против «Блэкберн Роверс» он дебютировал за новый клуб. 23 января 2006 года в поединке против «Фулхэма» Кэрролл получил травму, из-за которой он пропустил остаток сезона, включая финал Кубка Англии против «Ливерпуля». Место в воротах занял его сменщик Шака Хислоп. В следующем сезоне Рой провёл всего 17 встреч, из-за проблем с алкоголем, азартными играми и приход Роберта Грина, ставшего основным голкипером клуба. 3 февраля 2007 года Кэрролл провёл свой последний матч за «молотобойцев» против «Астон Виллы». 25 мая Рой сообщил, что разорвал контракт с клубом по обоюдному согласию сторон.

### «Рейнджерс» и «Дерби Каунти»

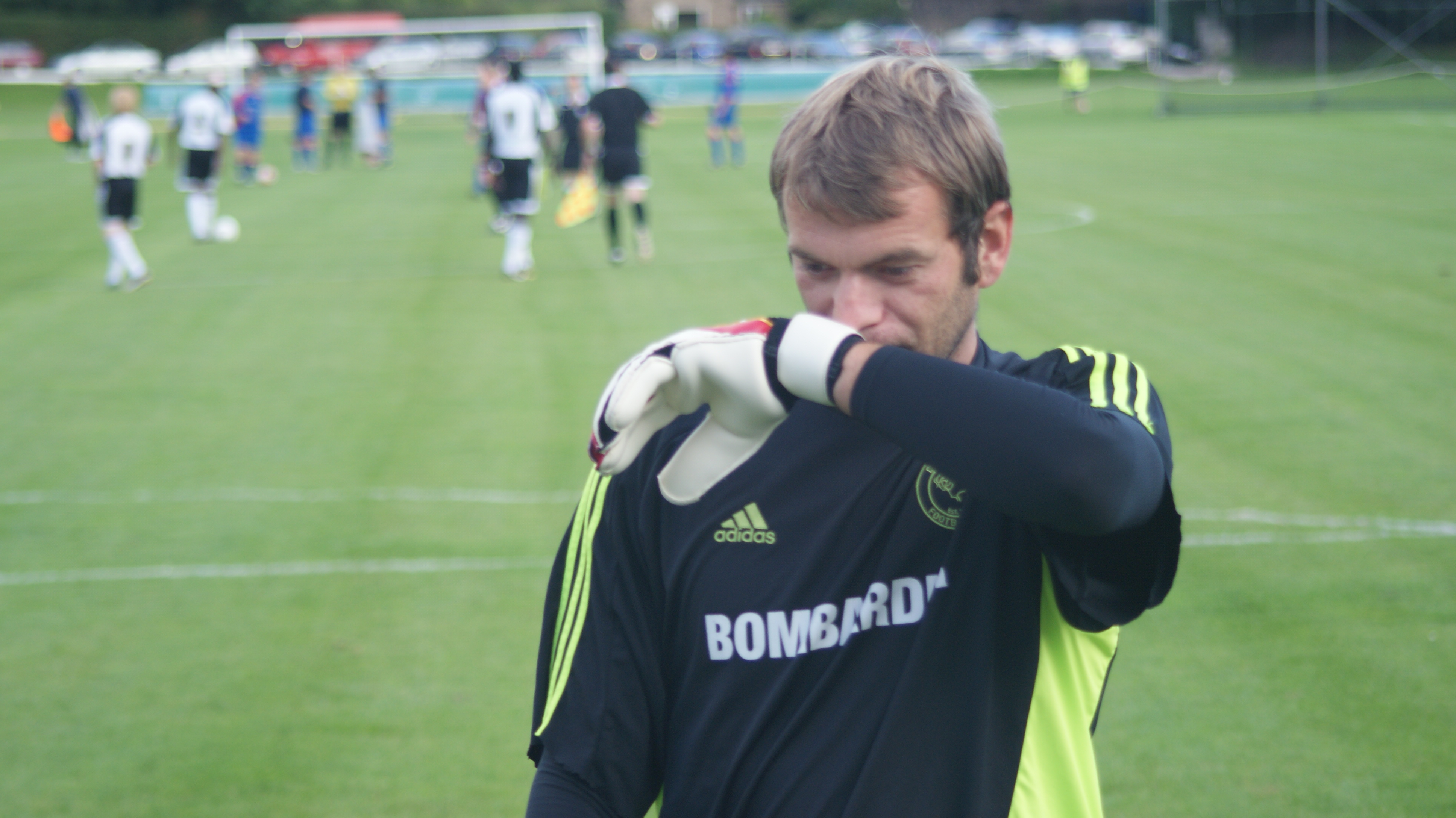
Кэрролл в составе «Дерби Каунти»

7 июля 2007 года Рой подписал контракт сроком на один год с шотландским «Рейнджерс». Он не смог выиграть конкуренцию за место в основе у Аллан Макгрегора и сыграл только один в матч в Кубке шотландской лиги против «Ист Файф».
9 января 2008 года Кэрролл вернулся в Премьер лигу, заключив контракт с «Дерби Каунти» на три года. 2 февраля в матче против «Бирмингем Сити» он дебютировал за новую команду. Рой не смог помочь команде и по окончании сезона Дерби вылетел в Чемпионшип. В начале сезона 2008/09 Кэрролл был основным вратарём, но после поражения от «Норвич Сити» он потерял место в основе и появлялся на поле только матчах Кубка. С командой он добрался до финала турнира и в финале защищал ворота в матче против своего бывшего клуба «Манчестер Юнайтед». В декабре 2008 года новым тренером клуба стал Найджел Клаф сменив на этом посту Пола Джуэлла. Клаф дал понять Кэрроллу, что не видит его в команде, и через неделю контракт с Роем был аннулирован по соглашению сторон.

### «Оденсе»
В августе 2009 года в статусе свободного агента Кэрролл подписал контракт с датским «Оденсе». 17 августа в поединке против «Мидтьюлланна» он дебютировал в датской Суперлиге. Проведя за новый клуб всего 14 матчей, Кэрролл был признан вратарём года в Дании. В ноябре 2010 года Рой объявил о своём решении покинуть клуб и вернуться в Великобританию, чтобы быть ближе к семье. «Оденсе» подписал Штефана Весселса, в качестве замены. 31 января 2011 года контракт с Кэрроллом был разорван.
В марте того же года Рой был на просмотре в «Шеффилд Юнайтед», но пропустил два гола в контрольном матче и руководство не стало заключать с ним соглашение. Также он пытался продолжить карьеру в клубах «Барнет» и «Престон Норт Энд». Подписав контракт с «Барнетом» из четвёртого дивизиона в качестве играющего тренера вратарей, Кэрролл стал исполняющим обязанности ранее уволенного главного тренера перед кубковым финалом графства Хартфордшир — назвал стартовый состав, сделал две замены и добился победы, став одним из немногих тренеров в мире, выигравших трофей в единственном матче в карьере.

### «ОФИ»
В августе 2011 года Кэрролл подписал контракт на два года с греческим «ОФИ». 25 сентября в матче против «Ксанти» он дебютировал греческой Суперлиге. Несмотря на борьбу с лишним весом Рой появился в 16 встречах и несколько матчей провёл на очень высоком уровне, чем заслужил приглашения от именитых греческих клубов.

### «Олимпиакос»
В январе 2012 года Кэрролл заключил соглашение с «Олимпиакосом». 14 февраля в матче Лиги Европы против казанского «Рубина» он заменил в конце первого тайма Балажа Медьери, который был удалён за фол последней надежды. Дебют для Роя оказался выдающимся, он отразил пенальти от Бибраса Натхо, ранее забившего 11 пенальти подряд, и смог сохранить свои ворота в неприкосновенности. 18 апреля в поединке против «ПАСа» Кэрролл дебютировал за «Олимпиакос» в чемпионате, а позже — снова сыграл в Лиге чемпионов спустя 10 лет. Несмотря на жёсткую конкуренцию с венгерским вратарём, Рой дважды выиграл чемпионат и Кубок Греции.

### «Ноттс Каунти»
Кэрролл стал свободным агентом после ухода из греческого «Олимпиакоса» и присоединился к «Ноттс Каунти». 15 ноября 2014 года Кэрролл в течение суток провёл два официальных матча подряд — сперва в составе национальной команды голкипер уступил Румынии в матче квалификации Евро-2016 (0:2), а на следующий день вышел в стартовом составе своего клуба в очередном матче английской Лиги 1 против «Ковентри».

## Международная карьера
Свой первый матч за сборную Северной Ирландии Рой Кэрролл провёл 21 мая 1997 года в товарищеской встрече со сборной Таиланда. Многие годы Кэрролл боролся за место в воротах сборной Северной Ирландии с опытным Майком Тейлором, но до 2011 года был лишь вторым вратарём сборной. После завершения карьеры Тейлора Кэрролл стал основным вратарём сборной.
Летом 2016 года Кэрролл принял участие в чемпионате Европы во Франции. На турнире он был запасным и на поле не вышел.

## Достижения

### Командные достижения
Манчестер Юнайтед
- Английская Премьер-лига: 2002/03
- Обладатель Суперкубка Англии: 2003
- Обладатель Кубка Англии: 2004

Олимпиакос
- Чемпион Греции (3): 2011/12, 2012/13, 2013/14
- Обладатель Кубка Греции (2): 2011/12, 2012/13

### Индивидуальные достижения
- Лучший вратарь Дании: 2009